# Gray Fullbuster
Gray Fullbuster (グレイ フル バスター?, Gurei Furubasutā) è un personaggio immaginario e uno dei protagonisti della serie manga e anime Fairy Tail, creata da Hiro Mashima. È anche protagonista del manga spin-off a lui dedicato Tale of Fairy Tail - Ice Trail, realizzato da Yusuke Shirato.

## Creazione e sviluppo
Mashima ipotizzava inizialmente un'entrata in scena del personaggio di Gray all'interno dell'opera Rave - The Groove Adventure, salvo poi ripensarci e decidere di inserirlo in un secondo momento tra quelli di Fairy Tail. Il mangaka ha attribuito a Gray l'abitudine di spogliarsi nei luoghi più improbabili e involontariamente, caratteristica per la quale ha tratto ispirazione da sé stesso, in quanto anche lui in gioventù aveva spesso l'abitudine di togliersi gran parte dei vestiti.
Commentando il doppiaggio dell'arco narrativo dedicato alla battaglia con la gilda oscura Tartaros nella serie animata, il doppiatore Kenjirō Tsuda ritiene il combattimento tra Gray e il personaggio da lui interpretato, Silver Fullbuster, davvero impressionante e quello che lo ha colpito maggiormente tra quelli di tale parte della storia. Considera inoltre il mago di ghiaccio il personaggio di maggior spicco in tale arco narrativo, capace di non farsi piegare dalle avversità che gli si presentano davanti. Anche il doppiatore Yūichi Nakamura ritiene il combattimento tra i due Fullbuster davvero impressionante, aggiungendo che sin da quando ne ha letto la controparte cartacea non vedeva l'ora di doppiare tali scene dell'anime. Newton Pittman interpreta Gray nel doppiaggio in lingua inglese della serie animata e dei relativi lungometraggi, mentre nell'edizione italiana della serie televisiva animata è doppiato da Daniele Raffaeli.

## Descrizione del personaggio

### Aspetto e personalità
Alla sua prima apparizione, Gray è un diciottenne dai capelli scuri spesso mostrato a torso nudo con indosso solo dei pantaloni scuri. Un tatuaggio magico simboleggiante l'appartenenza a Fairy Tail è posizionato sul lato destro del suo petto. In seguito allo scontro con Leon sull'isola di Galuna, acquisisce una cicatrice sulla parte sinistra della fronte; una seconda a forma di X se la procura dopo essersi battuto con Urrutia sull'isola Tenro e una terza se la procura dopo essersi battuto con Invel dell'impero Alvarez. Dopo aver ottenuto la magia del Devil Slayer, sul suo braccio destro compare uno strano tatuaggio mentre sprigiona il suo potere, la cui grandezza varia a seconda della quantità usata. Nei primi capitoli del manga è stato visto fumare delle sigarette, caratteristica omessa nell'adattamento animato e anche nei capitoli successivi del fumetto. Ha ereditato dalla propria maestra Ur l'abitudine di togliersi i vestiti per poter combattere al meglio; tuttavia con il passare degli anni, Gray ha iniziato a farlo con maggiore naturalezza e rapidità da non rendersene conto di quando lo fa, al punto da farlo anche in momenti sbagliati o da spogliarsi completamente di fronte ad altri presenti, diventando così una gag ricorrente legata al suo personaggio.

### Poteri e abilità
Gray è capace di sfruttare la magia della creazione (造形魔法?, Zokei mahō) di tipo ghiaccio, anche conosciuta come "Ice Make" (氷の造形魔法?, Aisu Meiku), che consente al suo utilizzatore di creare del ghiaccio a suo piacimento e di attribuirgli qualsiasi forma desideri; nella fattispecie, è possibile usarla per generare delle vere e proprie armi ghiacciate per combattere contro i nemici. Nel corso della serie, Gray ha sviluppato l'utilizzo della magia "Ice Dynamic Make" (ダイナミック静的メイク?, Aisu Dainamikku Meiku), sottocategoria di "Ice Make" che gli permette in aggiunta di far muovere autonomamente il ghiaccio. Dopo aver ricevuto un potenziamento magico da parte di Urrutia per poter partecipare alla competizione del Gran Palio della Magia, riesce a perfezionare l'utilizzo di una forma superiore dell'Ice Make, denominata "Ice Make Illimitato" (アイスメイク無制限?, Aisu Meiku Museigen), stile di creazione che consente a Fullbuster di generare una serie di armi di ghiaccio ad una velocità ben maggiore di prima. Parallelamente all'uso della magia della creazione, Gray conosce anche la magia del ghiaccio (氷の魔法?, Kori no mahō), tramite la quale è in grado di congelare qualsiasi cosa.
Durante la guerra contro la gilda oscura Tartaros, Gray acquisisce il potere della magia del Devil Slayer del ghiaccio (氷の滅悪魔法?, Kori no metsuaku mahō), diventando a tutti gli effetti un cosiddetto "Devil Slayer" (灭悪魔导士?, Debiru Sureiyā), ovverosia un mago in grado di sconfiggere i demoni. Tale capacità consente a Gray di generare del ghiaccio ben più resistente e potenzia tutte le sue magie; inoltre, consente a Gray di potersi nutrire del ghiaccio al fine di ricaricare le proprie energie — tranne quello da lui generato — e di essere immune agli attacchi di congelamento. Una controindicazione nell'uso di quest'abilità sta nella graduale crescita di energia oscura, rappresentata da alcune macchie nere sul corpo dell'utilizzatore, ed è necessario che il possessore di questa capacità debba mantenersi sempre sufficientemente forte da potergli resistere, onde non rischiare di assimilarsi ai veri demoni. Una volta che si è in grado di controllare quest'aumento imprevisto di energia, il mago che usa questa magia è capace di poter regolarne la potenza a proprio piacimento.

## Biografia del personaggio
Rimasto orfano a otto anni perdendo i propri genitori sotto l'attacco dell'Eterias Deliora, Gray rimane a fianco della maga del ghiaccio Ur, la quale condivise con lui le nozioni per apprendere la sua abilità, insieme al giovane mago Leon Bastia, intenzionato a carpire i segreti della propria maestra e a superarla in termini di forza e capacità magiche. Tempo dopo, dopo esser venuto a sapere che un villaggio nelle loro vicinanze era sotto attacco da parte di Deliora, Gray si reca sul posto per testare le proprie capacità e vendicare i propri genitori; la sua forza è però insufficiente ed è soltanto l'intervento di Ur a salvarlo da fine certa: la maestra esegue la magia "Iced Shell" (絶対氷結?, Aisudo Sheru) e si sacrifica mutando in una prigione di ghiaccio che intrappola e uccide gradualmente il demone. Successivamente, Gray continua da solo il proprio viaggio verso occidente seguendo il suggerimento datole dalla propria maestra per cercare maghi più forti di lei, finendo con l'unirsi alla gilda Fairy Tail.
Trascorsi alcuni anni, cerca invano di impedire a Natsu Dragonil e Lucy Heartphilia di intraprendere una missione di classe S sull'isola di Galuna, finendo infine col dar loro una mano. Scoperto che sul posto il suo ex compagno Leon sta cercando di riportare in vita il demone Deliora per tentare successivamente di ucciderlo e dimostrare una volta per tutte di essere superiore alla defunta maestra, Gray insieme ai suoi compagni di gilda cerca di fermare invano il suo piano, scoprendo che l'Eterias si è lentamente consumato sino a distruggersi insieme al ghiaccio che lo imprigiona, in quanto esso era Ur stessa che lo privava gradualmente della sua energia. In seguito, mentre Fairy Tail è impegnata nell'attacco contro Phantom Lord per liberare Lucy da loro catturata, Gray si scontra con la maga dell'acqua Lluvia Loxar, uscendone vittorioso; tale battaglia però porta involontariamente il mago del ghiaccio ad essere l'obiettivo amoroso di una nemica che da lì a poco si sarebbe unita alla loro gilda.
A seguito di numerose peripezie affrontate insieme alla sua squadra — composta da Natsu, Lucy, Elsa e in seguito dalla dragon slayer del cielo Wendy Marvel — partecipa all'esame di promozione a classe S sull'isola Tenro. L'esame viene interrotto dall'arrivo della gilda oscura Grimoire Heart, giunta sul posto in cerca del mago oscuro Zeref e Gray s'imbatte in Urrutia Milkovich, rimanendo sconvolto dall'enorme somiglianza dimostrata con la sua maestra. Dopo averla seguita di nascosto, rimane colpito dalla magia della nemica Meredy insieme a Lluvia, giunta in cerca di Gray. Liberatosi dall'incantesimo, il mago di ghiaccio viene scoperto da Urrutia e i due ingaggiano uno scontro. Scoperta la reale identità dell'antagonista come figlia perduta di Ur, Gray vince il duello e le rivela cosa Ur pensasse realmente di lei, ovvero di non essersi mai dimenticata di sua figlia ma di aver sempre cercato il modo di poterla ritrovare. Riunitosi con la sua squadra, Gray affronta il master nemico Hades; insieme agli altri membri della gilda presenti sull'isola, viene poi bloccato per sette anni su Tenro per l'effetto della magia protettiva usata dal fantasma di Mavis Vermilion per proteggere i maghi e l'isola dall'attacco di Acnologia.
Sette anni dopo, Gray fa ritorno a Magnolia con il resto dei compagni sull'isola e partecipa al Gran Palio della Magia per riscattare l'orgoglio perduto della propria gilda durante la loro assenza. Dopo aver ricevuto un aumento del proprio potere magico grazie a una magia di una Urrutia pentita e schieratasi contro le gilde oscure insieme a Gerard Fernandez, prende parte al torneo insieme alla sua squadra e a Elfman Strauss. Dopo un inizio frustrante e poco incoraggiante, Gray si riscatta durante le ultime battaglie, sconfiggendo prima Rufus Lore di Sabertooth e poi la coppia Leon-Sheria Brandy insieme a Lluvia. Dopo la conclusione del Palio, si unisce agli altri maghi per difendere il regno dall'attacco dei sette draghi giunti dal Portale Eclissi come parte del piano portato avanti da un malvagio Rogue Cheney proveniente dal futuro. Durante la battaglia, Gray rimane ucciso dai nemici; una magia eseguita da Urrutia e che fa ritornare indietro il tempo di un minuto, consente al mago di ghiaccio di vedere per un istante quello che sarebbe stato il suo futuro, permettendogli di evitarlo e salvarsi. Dopo la conclusione di tale battaglia, non molto tempo dopo Gray rimane coinvolto in una guerra tra la sua gilda e Tartaros, una gilda oscura formata da demoni Eterias creati da Zeref e intenzionati a risvegliare E.N.D., la creazione definitiva del mago oscuro. Durante la battaglia, il mago di ghiaccio scopre che suo padre, Silver Fullbuster, è stato riportato in vita come demone e combatte tra le loro file. Silver spinge il figlio a combatterlo fingendo di essere lo spirito di Deliora, finendo con l'essere sconfitto; è però la morte del negromante Keith per mano di Lluvia a far scomparire Silver, il quale prima tornare nell'aldilà dona il suo potere da Devil Slayer al figlio. Assiste impotente ad un nuovo attacco di Acnologia, che questa volta viene fermato dall'intervento dei draghi protettori dei dragon slayer, usciti dai loro allievi dopo esser stati al loro interno per impedire il fenomeno della dragonificazione; con la dipartita di Igneel, la battaglia ha fine e il giorno dopo la conclusione della guerra Gray lascia Magnolia per via dell'annuncio del master di voler sciogliere Fairy Tail.
Un anno dopo essersi allenato in compagnia di Lluvia, Gray coopera con Elsa e s'infiltra nella gilda oscura Avatar per poterne scoprire il punto debole al fine di sgominarla facilmente; la riunione imprevista con Natsu lo costringe però a dover rivelare la propria vera identità al nemico e insieme ai suoi vecchi compagni di gilda sconfiggono i maghi nemici. Fatto ritorno alla rinata Fairy Tail, prende parte alla difesa di Ishgar dall'attacco dell'impero Alvarez, organizzazione militare guidata dal mago oscuro Zeref Dragonil. Dopo aver recuperato con successo insieme ai suoi compagni di squadra l'ex master di Fairy Tail Makarov, prende parte ai combattimenti contro la squadra di Wall Eehto e sconfigge la propria ex maestra Ur, evocata da Neinhart, insieme a Leon. Dopo l'attivazione di "Universe One" da parte di Irene Belserion, viene teletrasportato altrove insieme a Lluvia ed Elsa e, dopo essersi ricongiunto con Natsu e Lucy, rimane bloccato ad affrontare Invel Yura insieme alla maga dell'acqua. Il nemico, notando il potere da Devil Slayer dell'avversario, spinge i due maghi di Fairy Tail a combattersi l'uno contro l'altra sino ad uccidersi, in maniera da far risvegliare il vero potenziale di Gray e fargli uccidere il demone Eterias E.N.D. Per rovinare i piani dell'antagonsita, Lluvia decide di sacrificarsi; infuriato, il mago di ghiaccio sconfigge Invel, il quale gli rivela che E.N.D. è il suo compagno di gilda Natsu. Accecato dall'odio provato per gli Eterias, Gray raggiunge Natsu e ingaggia una battaglia con lui, salvo venir fermato dall'intervento di Elsa, che lo riporta alla ragione. Non potendo uccidere Zeref, dato che questo comporterebbe la dipartita di Natsu, Gray cerca di fermare il mago oscuro con la magia Last Iced Shell, versione potenziata dell'originale che avrebbe comportato anche la scomparsa dai ricordi di tutti coloro che lo hanno conosciuto. Viene però bloccato da Natsu e il mago di ghiaccio lascia che sia lui a chiudere i conti con Zeref e il drago nero Acnologia, giunto sul campo di battaglia per ucciderne tutti i partecipanti. Un anno dopo la sconfitta del mago oscuro e di Acnologia, Gray partecipa alla missione da cento anni di Fairy Tail insieme ai compagni della propria squadra.

## Altri media
Gray appare in entrambi i film di Fairy Tail. In Fairy Tail The Movie: Phoenix Priestess (2012), Gray si batte insieme a Lluvia il nemico Carbon, membro della gilda Carbuncle. In Fairy Tail The Movie: Dragon Cry (2017), combatte insieme a Lluvia contro uno degli antagonisti, Doll.
Gray è anche un personaggio di tutti e nove gli episodi OAV (Original video animation). Nel primo OAV, Gray pulisce una piscina insieme agli altri membri della gilda Fairy Tail; nel secondo veste invece i panni di uno studente accademico; nel terzo, viene mandato nel passato insieme ai suoi compagni di squadra a causa di un libro magico; nel quarto, Gray partecipa ad un ritiro di allenamento per prepararsi ad affrontare il Gran Palio della Magia; nel quinto, trascorre un po' di tempo in un parco acquatico per rilassarsi; il sesto è un OAV crossover tra Fairy Tail e la serie Rave Master di Hiro Mashima, dove Gray incontra Hamrio Musica; nel settimo, Gray partecipa ad un gioco a penalità; nell'ottavo, cerca di incoraggiare e tirar su di morale Mavis Vermillion; infine, nel nono Gray partecipa ad una festa di Natale a casa di Lucy. Il mago di ghiaccio appare anche in ognuna delle light novel basate sul manga, inclusa una dove veste i panni di un samurai e una ispirata al romanzo Alice nel Paese delle meraviglie. Gray è anche tra i personaggi principali di Fairy Tail: 100 Years Quest, il sequel al manga Fairy Tail che prosegue le vicende direttamente da dove si conclude la storia originale, e appare in diversi dei manga spin-off alla serie originale.
Gray è un personaggio giocabile in diversi videogiochi dedicati a Fairy Tail, tra cui il gioco d'azione per PlayStation Portable Fairy Tail: Portable Guild (2010) sviluppato da Konami e i suoi due seguiti — Fairy Tail: Portable Guild 2 (2011) e Fairy Tail: Zeref Awakens (2012). È anche uno dei personaggi giocabili del J-RPG dedicato alla serie del 2020.

## Accoglienza
Recensendo l'anime, Carlo Santos di Anime News Network (ANN) ritiene il flashback riguardante l'infanzia di Gray un episodio centrale e straziante che mostra il personaggio nel suo profondo e lo considera una delle parti migliori della serie fino all'arco narrativo dell'isola di Galuna. A suo dire, il combattimento tra il mago di ghiaccio e Leon Bastia è carico di movimenti fluidi e punti di ripresa accattivanti. A. E. Sparrow di IGN definisce Gray un mago esibizionista che sin da subito dimostra di avere un legame con Natsu e ritiene che l'umorismo legato alla loro accoppiata renda la lettura promettente.
Nel febbraio 2020, Gray si posiziona ottavo di dieci in un sondaggio tenuto dal giornale online animeanime.jp ai propri lettori in occasione del compleanno del doppiatore Nakamura.